# Jean Rodier
Jean Rodier (* 4. Juli 1891 in Paris; † 10. Mai 1965) war ein französischer Wasserballspieler und Schwimmer.

## Karriere
Rodier nahm an den Olympischen Spielen 1912 in Stockholm teil. Hier erreichte er mit der französischen Wasserballmannschaft den fünften Rang. Für den Wettbewerb über 400 m Freistil im Schwimmen war der Franzose ebenfalls gemeldet, trat aber nicht an.